# Модель Льюиса
Модель Льюиса (англ. Lewis' model, dual-sector model) — неоклассическая модель экономического развития дуалистической экономики с избыточным предложением труда, предложенная нобелевским лауреатом по экономике У. А. Льюисом в 1954 году. Модель рассматривает избыток рабочей силы в одном секторе как основу роста в другом и экономического роста в целом.

## История создания
Модель предложена профессором Манчестерского университета А. Льюисом в 1954 году в статье «Экономическое развитие с неограниченным предложением труда». Модель объясняет рост развивающихся стран в условиях перетока труда из традиционного сектора натурального хозяйства в современный промышленный сектор. Данная модель относится к моделям дуалистических экономик, в которых рассматриваются две отрасли: современная и традиционная, или промышленная и аграрная, или развитый Север и отсталый Юг, или город и деревня.
Предшественником модели стали исследования профессора Колумбийского университета Рагнара Нурксе «Рост в слаборазвитых странах» (Growth in Underdeveloped Countries: Some International Aspects of the Problem of Capital Economic Development, 1952) и последующая его монография «Проблемы формирования капитала в слаборазвитых странах» (Problems of Capital Formation in Underdevelopment Countries, 1953), в которых была сформулирована концепция порочного круга бедности (ловушка нищеты).

## Допущения
Теория применима для стран, в которых имеются ряд предпосылок:
- экономика двухсекторная: традиционный сектор (натуральное сельское хозяйство, скрытая перенаселённость и нулевая производительность труда) и современный сектор (высокопроизводительная городская промышленность);
- экономика имеет избыток рабочей силы в традиционном аграрном секторе;
- плотность населения высока, капитал дефицитен, естественные ресурсы ограничены.

## Модель

### Рынок труда

Равновесие модели Льюиса на рынке труда

В развитых странах реальная зарплата определяется соотношением спроса и предложения труда и равна предельному продукту труда {\displaystyle MP_{L}=W/P}. Кривая предложения труда {\displaystyle S_{L}} имеет положительный наклон до момента, когда желание трудиться заменяется досугом.
В развивающихся странах предложение труда избыточно, поэтому среднедушевой уровень зарплаты постоянен и равен институциональной среднему продукту труда. Кривая предложения труда абсолютно эластично и параллельна оси абсцисс, поэтому повышение спроса с {\displaystyle D_{L1}} до {\displaystyle D_{L2}} не вызывает роста реальной зарплаты.
Институциональная зарплата в традиционном секторе S составляет 70 % от прожиточного минимума в современном секторе {\displaystyle W_{0}/P}. В современном секторе убывает с ростом числа занятых, поэтому кривые спроса {\displaystyle D_{L1}} и {\displaystyle D_{L2}} имеют отрицательный наклон, происходит увеличение зарплаты и числа занятых, то есть происходит сдвиг с {\displaystyle D_{L1}} к {\displaystyle D_{L}2} до момента, когда {\displaystyle S_{L}} начинает расти и реальная зарплата {\displaystyle W/P} повышается.
В традиционном секторе существует избыточная рабочая сила, которая постепенно перемещается в современный сектор.
Занятость в современном секторе и поток рабочей силы зависит от роста внутри сектора, что приводит к накоплению капитала и к росту инвестиций в промышленность за счёт реинвестирования прибыли современного сектора. Зарплата в современном секторе фиксирована и превышает средние доходы работника в традиционном секторе, предложение рабочей силы из традиционного сектора абсолютно эластично.
В слаборазвитой экономике большинство населения живёт и работает в традиционном аграрном секторе.

### Структурные преобразования

Ядро модели Льюиса: рост современного сектора

В традиционном секторе верхний график демонстрирует изменение производства аграрного сектора с ростом затрат труда, график производственной функции аграрного сектора где {\displaystyle TP_{A}} зависит от затрат труда {\displaystyle L_{A}}, так как объём капитала К и аграрная технология t неизменны. На нижнем графике традиционного сектора кривые среднего и предельного продуктов труда {\displaystyle AP_{LA}} и {\displaystyle MP_{LA}} выведены из верхнего графика кривой общего объёма производства, {\displaystyle Q_{LA}} — количество применяемого труда. Излишняя рабочая сила {\displaystyle MP_{LA}=0}. Каждому работнику традиционного сектора достаётся равная доля продукции, так что оплата труда происходит по среднему, а не по предельному продукту труда, как в современном промышленном секторе.
Объём продукции OT производится на уровни занятости {\displaystyle OL_{A}}, каждый получает ОА единиц аграрного сектора или средний продукт труда {\displaystyle OT/OL_{A}}, предельный продукт {\displaystyle OL_{A}} работников равны нулю в связи с избытком рабочей силы.
В современном секторе на верхнем графике изображена производственная функция современного сектора. Выпуск промышленных товаров {\displaystyle TP_{M}} зависит только от затрат труда {\displaystyle L_{M}} , капитал {\displaystyle K} и технологии неизменны. Для объёма продукции {\displaystyle OTP_{1}} необходим объём капитала {\displaystyle K_{1}} и задействовать {\displaystyle OL_{1}} рабочих. Объём применяемого капитала растёт с {\displaystyle K_{1}} до {\displaystyle K_{2}}, а затем {\displaystyle K_{3}} в результате реинвестирования прибыли промышленного сектора, смещая вверх кривые выпуска с {\displaystyle TP_{M}(K_{1})} до {\displaystyle TP_{M}(K_{2})}, а затем до {\displaystyle TP_{M}(K_{3})}, что показано на нижнем графике современного сектора, кривые предельного продукта, которые выведены из кривых {\displaystyle TP_{M}} верхнего графика.
В условиях совершенной конкуренции на рынке труда в промышленном секторе кривая предельного продукта будет одновременно и графиком спроса на труд.
ОА — средний уровень дохода в традиционном аграрном секторе, равный прожиточному минимуму. OW — реальная зарплата в современном промышленном секторе, она выше чем средний доход ОА в аграрном секторе, в связи с чем, предложение аграрного сектора неограниченно или абсолютно эластично, что отражается горизонтальной кривой предложения труда {\displaystyle WS_{L}}. При объёме капитале {\displaystyle K_{1}} начальной стадии роста современного сектора спрос на труд зависит от убывающего предельного продукта труда, кривая {\displaystyle D_{1}(K_{1})} с отрицательным наклоном. Наём работников будет происходит до тех пор, пока предельный продукт их труда не сравняется с реальной зарплатой до точки F, где пересекаются кривые спроса и предложения труда. Отсюда, количество работников в секторе равны {\displaystyle OL_{1}}, а общий объём производства {\displaystyle OTP_{1}} либо площадь {\displaystyle OD_{1}FL_{1}} на нижнем графике. {\displaystyle OWFL_{1}} — часть продукции, уплачиваемая рабочим в виде зарплаты, {\displaystyle WD_{1}F} — реинвестируемая прибыль, и объём капитала возрастает с {\displaystyle K_{1}} до {\displaystyle K_{2}}, смещая кривую предельного продукта до {\displaystyle TP_{M}(K_{2})}, что ведёт к росту спроса на труд до {\displaystyle D_{2}(K_{2})} на нижнем графике современного сектора. Новое равновесие на рынке труда современного сектора в точке G при уровне занятости {\displaystyle OL_{2}}. Общий объём выпуска вырастает до {\displaystyle OTP_{2}} или {\displaystyle OD_{2}GL_{2}}, а суммарная оплата труда и прибыль увеличиваются до {\displaystyle OWGL_{2}} и {\displaystyle WD_{2}G}. Прибыль реинвестируется, увеличивая объём капитала до {\displaystyle K_{3}}. Кривая объёма выпуска и спроса на труд смещаются до {\displaystyle TP_{M}(K_{3})} и {\displaystyle D_{3}(K_{3})}, а занятость в современном секторе увеличивается до {\displaystyle OL_{3}}.

### Самоподдерживающийся рост
Самоподдерживающийся рост и увеличение занятости продолжаются до тех пор, пока вся излишняя рабочая сила из традиционного сектора не будет поглощена новыми отраслями промышленности. Затем новые рабочие руки уже не могут изыматься из традиционного сектора без снижения производства традиционного сектора: с уменьшением числа работников на единицу земли предельный продукт труда в аграрном секторе перестаёт быть равным нулю. Кривая спроса на труд приобретает положительный наклон по мере того, как растут зарплата и занятость в современном секторе. Завершается структурная перестройка, и центр экономической активности перемещается из традиционного аграрного сектора в современную промышленность.
Развитие понимается как преодоление дуализма между традиционной и современной, между доиндустриальной и индустриальной, между натуральной и рыночной экономики.
При избытке рабочей силы в промышленности используются трудоинтенсивные технологии и трудоёмкие виды ресурсов, приводя к оттоку рабочей силы из традиционного аграрного сектора в промышленный, ликвидируя избыток трудовых ресурсов.
Упор на трудоёмкие технологии может дать выигрыш лишь в краткосрочном периоде. В долгосрочном периоде использование трудоинтенсивных производств вызывает резкий рост занятости, увеличение совокупного фонда зарплаты и потребительского спроса. Это, в конечном счёте, ведёт к галопирующей инфляции и обострению социальной напряжённости.

### Ограничения
Эмпирические исследования структурных изменений согласно модели Льюиса показывает наличие внутренних и внешних ограничений развития. Внутренние ограничения делятся на экономические и институциональные. Экономические зависят от ресурсного потенциала, размеров страны и численности её населения; институциональные относят цели и средства государственной политики. Внешние ограничения включают степень доступа к иностранным инвестициям, технологиям и рынкам. Неравномерность в развитии объясняется этими ограничениями.
А развитие есть одновременный процесс роста и различных сопутствующих изменений, более или менее одинаковых для всех стран, на которые можно воздействовать через государственную политику, рациональную организацию внешней торговли и программы внешней помощи развитию. Отсюда сторонники структуралистской школы делают вывод, что «правильный» выбор экономической политики способен привести к самоподдерживающемуся росту.

## Критика модели
Можно отметить следующие спорные моменты данной модели:
- Нереальность допущения об одновременном существовании избыточной рабочей силы в традиционном секторе и полной занятости в современном. Так, в странах третьего мира существует крупномасштабная безработица в городе (в современном секторе) и сравнительно малые излишки трудовых ресурсов в деревне (в традиционном секторе).
- Нереальность допущения, что конкурентный рынок труда в современном секторе будет существовать постоянно с высоким уровнем реальной зарплаты до того, пока не будут исчерпаны излишки рабочей силы в традиционном секторе. Перелив неквалифицированного труда из традиционного аграрного сектора в современный промышленный не может автоматически и одномоментно превратить его в квалифицированный. Для этого требуется дополнительная длительная переподготовка кадров, а она вызовет рост номинальной и реальной заработной платы.
- Допущение, что миграция трудовых ресурсов из традиционного сектора и создание рабочих мест в современном идут параллельно накоплению капитала в современном секторе. Чем быстрее темпы накопления, тем быстрее растёт там занятость.
- Предположение, что прибыль будет реинвестирована в национальную экономику.
- Трактовка неравенства доходов как предпосылки быстрого экономического развития. Поляризация доходов, по мнению Льюиса, усиливает социальную напряжённость.

Последующее развитие модели было продолжено в 1961—1964 годах в работах Дж. Фея и Г. Раниса «Развитие экономики с избыточным трудом» и «Теория экономического развития», формируется новая модель Фея — Раниса.